# Seseli elegans
Seseli elegans är en flockblommig växtart som beskrevs av Boris Konstantinovich Schischkin. Seseli elegans ingår i släktet säfferötter, och familjen flockblommiga växter. Inga underarter finns listade i Catalogue of Life.